# Myrsine nukuhivensis
Myrsine nukuhivensis là một loài thực vật thuộc họ Myrsinaceae. Đây là loài đặc hữu của Polynésie thuộc Pháp.